# بارفو الكلاب
فيروس بارفو الكلاب (يشار إليه أيضًا باسم CPV أو CPV2 أو parvo) هو فيروس معدي يصيب الكلاب بشكل أساسي. يعد بارفو الكلاب شديد العدوى وينتشر من كلب إلى كلب عن طريق الاتصال المباشر أو غير المباشر مع برازهم. يمكن للقاحات أن تقي من هذه العدوى، ولكن يمكن أن تصل الوفيات إلى 91٪ في الحالات غير المعالجة. غالبًا ما يتضمن العلاج دخول للعيادة البيطري. قد يصيب فيروس بارفو الكلاب بعض الثدييات الأخرى بما في ذلك الثعالب والذئاب والقطط والظربان. السنوريات معرضة للإصابة بطاعون القطط، وهي سلالة مختلفة من فيروس بارفو.

## الأعراض
تظهر علامات المرض على الكلاب التي تصاب بالمرض في غضون ثلاثة إلى سبعة أيام وفي حالات نادرة قد تصل إلى 14 يومًا. قد تشمل العلامات الخمول والقيء والحمى والإسهال (الدموي عادة). بشكل عام، فإن أول علامة على الـ CPV هي الخمول. العلامات الثانوية هي فقدان الوزن والشهية أو الإسهال يليه القيء. يؤدي الإسهال والقيء إلى الجفاف الذي يخلّ بتوازن الأيونات وقد يؤثر ذلك على الكلب بشكل خطير. تحدث الالتهابات الثانوية نتيجة ضعف جهاز المناعة. لأن بطانة الأمعاء الطبيعية تتضرر أيضًا، يتسرب الدم والبروتين إلى الأمعاء، مما يؤدي إلى فقر الدم وفقدان البروتين، وتسرب السموم الداخلية إلى مجرى الدم، مما يتسبب في حدوث تسمم داخلي. براز الكلاب له رائحة مميزة في المراحل المتأخرة من الإصابة. ينخفض مستوى خلايا الدم البيضاء، مما يزيد من ضعف الكلب. يمكن أن تؤدي أي من هذه العوامل أو جميعها إلى الصدمة والموت. الحيوانات الأصغر عمرا لديها معدلات شفاء أسوأ.

## التشخيص
يتم التشخيص من خلال الكشف عن CPV2 في البراز إما عن طريق اختبار ELISA أو اختبار التراص الدموي، أو عن طريق الفحص المجهري الإلكتروني. أصبح تفاعل البوليميراز المتسلسل (PCR) متاحًا لتشخيص CPV2 ، ويمكن استخدامه لاحقًا في المرض عندما يتم إخراج عدد أقل من الفيروسات في البراز الذي قد لا يمكن اكتشافه بواسطة ELISA  سريريًا، يمكن أحيانًا الخلط بين الشكل المعوي للعدوى وبين فيروس كورونا أو أشكال أخرى من التهاب الأمعاء. ومع ذلك، فإن فيروس بارفو أكثر خطورة، كما أن وجود إسهال دموي، وانخفاض عدد خلايا الدم البيضاء، و موت خلايا بطانة الأمعاء، يشير أيضًا إلى فيروس بارفو، خاصة في الكلاب غير المحصنة. عادة ما يكون تشخيص النوع القلبي أسهل لأن الأعراض مميزة.

## العلاج
يعتمد معدل البقاء على قيد الحياة على مدى سرعة تشخيص المرض وعمر الكلب ومدى تركيز العلاج. لا يوجد علاج معتمد، والمعيار الحالي للرعاية هو الرعاية الداعمة، التي تشمل العلاج في المستشفى على نطاق واسع، بسبب الجفاف الشديد والضرر المحتمل للأمعاء ونخاع العظام. يجب إجراء اختبار CPV في أقرب وقت ممكن في حالة الاشتباه في CPV من أجل بدء العلاج المبكر وزيادة معدل البقاء على قيد الحياة إذا تم العثور على المرض.
الرعاية المساعدة المثالية تتكون من السوائل IV و / أو الغرويات (على سبيل المثال، Hetastarch)، antinausea الحقن (مضادات القيء) مثل maropitant ، ميتوكلوبراميد، dolasetron ، أوندانسيترون وبروكلوربيرازين، حقن المضادات الحيوية واسعة الطيف مثل سيفازولين / إينروفلوكساسين، الأمبيسلين / إينروفلوكساسين، ميترونيدازول، timentin ، أو إينروفلوكساسين. يتم إعطاء السوائل الوريدية وحقن مضاد للقيئ والمضادات الحيوية تحت الجلد أو في العضل أو في الوريد. السوائل عادة عبارة عن مزيج من محلول إلكتروليت معقم ومتوازن، مع كمية مناسبة من فيتامينات ب المركب، والجلوكوز، وكلوريد البوتاسيوم. يمكن استخدام الأدوية المسكنة لمواجهة الانزعاج المعوي الناجم عن نوبات الإسهال المتكررة. ومع ذلك، فإن استخدام المسكنات الأفيونية يمكن أن يؤدي إلى تشنجات معوية ثانوية وانخفاض في الحركة.
بالإضافة إلى السوائل التي يتم إعطاؤها لعلاج الجفاف، يتم إعطاء كمية تعويضية من السوائل عن طريق الوريد في كل مرة يتقيأ فيها الجرو أو يصاب بالإسهال بكميات كبيرة. يتم تحديد متطلبات السوائل للمريض من خلال وزن جسم الحيوان، وتغير الوزن بمرور الوقت، ودرجة الجفاف عند الفحص، ومساحة سطح الجسم.
في بعض الأحيان يتم استخدام نقل بلازما الدم من كلب متبرع نجا من الـ CPV لتوفير مناعة سلبية للكلب المريض. يحتفظ بعض الأطباء البيطريين بهذه الكلاب في الموقع، أو لديهم مصل مجمد متوفر. لم تكن هناك دراسات مضبوطة بخصوص هذا العلاج. بالإضافة إلى ذلك، يمكن أن تساعد عمليات نقل الألبومين البشرية والبلازما الطازجة المجمدة في تعويض خسائر البروتين الشديدة التي لوحظت في الحالات الشديدة وتساعد في ضمان التئام الأنسجة بشكل كافٍ. ومع ذلك، فإن هذا مثير للجدل مع توافر الغرويات الأكثر أمانًا مثل Hetastarch ، حيث أنه سيزيد أيضًا من الضغط الاسموزي الغرواني دون التأثير السيئ لتعريض هذا المريض لتفاعل نقل الدم في المستقبل.
بمجرد أن يتمكن الكلب من الحفاظ على السوائل، يتم إيقاف السوائل الوريدية تدريجيًا، ويتم إدخال الطعام البسيط ببطء. يتم إعطاء المضادات الحيوية عن طريق الفم لعدة أيام اعتمادًا على عدد خلايا الدم البيضاء وقدرة المريض على مقاومة العدوى الثانوية. يمكن للجرو الذي يعاني من أعراض طفيفة أن يتعافى في غضون يومين أو ثلاثة أيام إذا بدأت السوائل الوريدية بمجرد ملاحظة الأعراض ويؤكد اختبار CPV التشخيص. إذا كانت الجراء أكثر شدة، اعتمادًا على العلاج، يمكن أن تظل الجراء مريضة من خمسة أيام إلى أسبوعين. ومع ذلك، حتى مع دخول المستشفى، ليس هناك ما يضمن شفاء الكلب والبقاء على قيد الحياة.

### علاجات قيد التطوير
عمل شركة Kindred Biosciences ، وهي شركة أدوية بيولوجية، على تطوير جسم مضاد وحيد النسيلة كعلاج وقائي لمنع العلامات السريرية لعدوى فيروس البارفو وأيضًا كعلاج لعدوى البارفو. من المتوقع الانتهاء من دراسة الفعالية المحورية القادمة للدلالة العلاجية في الربع الأول من عام 2021.

### علاجات غير تقليدية
يقلل دواء أوسيلتاميفير «تاميفلو» من شدة أعراض المرض ومن الوقت اللازم للشفاء، إذ يحد من غزو الفيروس لخلايا الأمعاء، لكن لم يظهر هذا الدواء أي تحسين لمعدلات الوفيات أو تقليل مدة الشفاء خلال التجارب السريرية، نظرًا إلى نمط تكرار الحمض النووي الفيروسي.
أظهرت دراسة من جامعة ولاية كولورادو نتائج جيدةً مع علاج كونفينا وماروبيتانت المكثفين ويكلف 200 - 300 دولار. مع ذلك يعد العلاج بالسوائل الوريدية أكثر فعالية، إذ يحافظ على معدل شفاء بنسبة 90% مقارنة بنسبة 85% للكلاب الذين تلقوا الجرع المكثفة من دواء كونفينا وماروبيتانت.

## الوقاية
الوقاية بالتطعيم هي الطريقة الوحيدة لضمان بقاء الكلب بصحة جيدة، لأن بارفو الكلاب مرض شديد الخطورة ومعدٍ جدًا، يمكن تطعيم الكلب بعمر شهرين وإعطاء جرعة معززة كل شهر حتى عمر 4 أشهر.
- جدول التحصينات:[11]

- جرعة أولية للكلاب عند عمر من 6-8 أسابيع.
- جرعة تنشيطية عند عمر من 10-12 أسبوع.
- جرعة تنشيطية ثانية عند عمرمن 14-16 أسبوع.
- جرعة تنشيطية ثالثة عند عمر سنة ثم يتم أخد جرعات إضافية حسب إرشادات الطبيب البيطري.
- بعض الارشادات الصحية للوقاية من المرض:[12]

- التخلص الصحي من مخلفات الكلاب لمنع إنتشار الإصابة في البيئة المحيطة.
- عزل الكلاب المصابة عن الكلاب السليمة.
- الحجر الصحي للكلاب المصابة داخل المنزل أو في العيادة البيطرية لمنع انتقال العدوى.
- طهير الأيدي جيدا وتغيير الملابس والحذاء بعد العناية بالحيوان المصاب والانتقال إلى حيوانات أخرى غير مصابة.
- الإهتمام بمناعة الحيوان والحالة الصحية العامة له.